# Калирахи (Гребен)
Калирахи (грч. Καληράχη) је насељено место у општини Гребен у периферији Западна Македонија, Грчка. Према попису из 2021. године било је 95 становника.
Према бугарском географу и историчару, Василу Канчову, у Калирахију је 1900. године живело 133 Грка муслимана (Валахади) и 130 Грка хришћана. Наредних година муслиманско становништво је исељено а на њихово место су насељене грчке избегличке породице. На попису из 1928. године Калирахи су имали 340 становника, од чега само троје избеглица. Село се раније звало Вравоништа.